# Chiridopsis
Chiridopsis is een geslacht van kevers uit de familie bladkevers (Chrysomelidae).
De wetenschappelijke naam van het geslacht werd in 1922 gepubliceerd door Spaeth.

## Soorten
- Chiridopsis atricollis Borowiec, 2005
- Chiridopsis aubei (Boheman, 1855)
- Chiridopsis defecta Medvedev & Eroshkina, 1988
- Chiridopsis ghatei Borowiec & Swietojanska, 2000
- Chiridopsis levis Borowiec, 2005
- Chiridopsis maculata Borowiec, 2005
- Chiridopsis marginepunctata Borowiec, 2005
- Chiridopsis nigropunctata Borowiec & Ghate, 1999
- Chiridopsis nigroreticulata Borowiec, 2005
- Chiridopsis nigrosepta (Fairmaire, 1891)
- Chiridopsis rubromaculata Borowiec, Ranade, Rane & Ghate, 2001